# Beura-Cardezza
Beura-Cardezza ist eine Gemeinde in der italienischen Provinz Verbano-Cusio-Ossola (VB) in der Region Piemont.

## Lage und Einwohner
Beura-Cardezza liegt 40 km nordwestlich von der Provinzhauptstadt Verbania und 6 km südlich von Domodossola entfernt am Toce. Beura und Cardezza wurden nach dem Königlichen Erlass vom 6. September 1928 zu einer einzigen Gemeinde vereint. Das Gemeindegebiet umfasst eine Fläche von 28 km² und hat 1407 Einwohner (Stand 31. Dezember 2023). Ein Teil seines Territoriums gehört zum Nationalpark Val Grande. Zu Beura-Cardezza gehören die Fraktionen Beura (Hauptort), Cardezza, Cuzzego Località: Carale und Cascine di Sotto. 
Die Nachbargemeinden sind Domodossola, Pallanzeno, Premosello-Chiovenda, Trontano, Villadossola und Vogogna.

## Geschichte

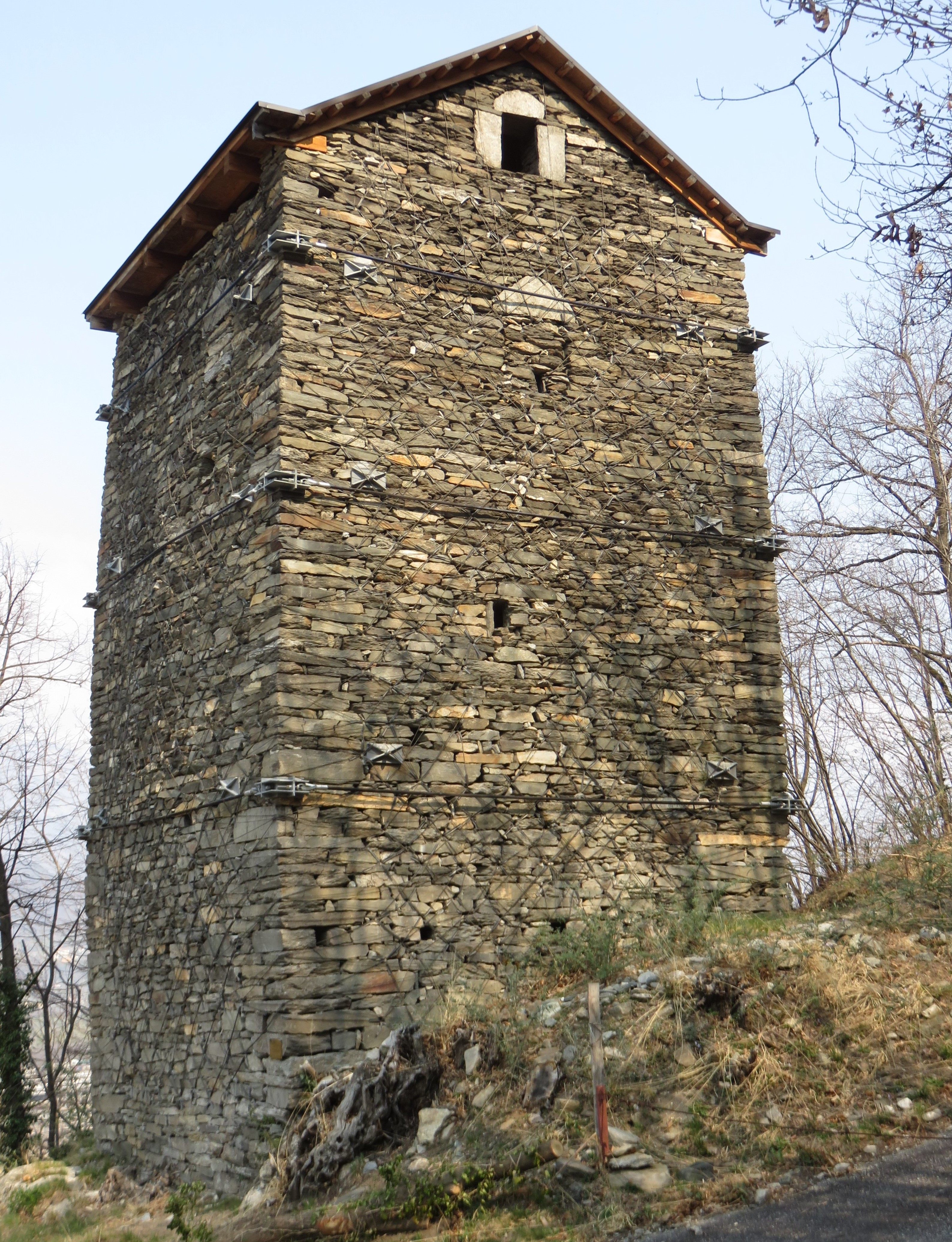
Mittelalterlicher Wachturm

Beura-Cardezza hatte einen Bahnhof an der Bahnstrecke Domodossola–Mailand. 2002 wurde dieser in eine Haltestelle umgewandelt. Am 14. Dezember 2014 wurde der Bahnhof dann endgültig stillgelegt. In der Gemeinde steht der moderne Güterbahnhof Terminal Domo II.

## Tourismus
In der Gemeinde gibt es drei Almhütten, die alle im Gebiet des Nationalparks Val Grande liegen und insgesamt 38 Betten bieten:
- Die Pozzolo-Hütte mit 20 Betten auf 1630 m ü. M.
- La Capanna Corte, mit 12 Betten, auf 1600 m ü. M.
- Die Montusa-Hütte mit 6 Betten auf 1000 m ü. M.